# ثفن
الثَفَن أو الدُّشْبُذ هو منطقة من الجلد السميك وأحيانًا المتصلب الذي يتكون استجابةً للاحتكاك المتكرر أو الضغط أو بسبب تهيجات أخرى. غالبًا ما يتوجد النسيج على القدمين واليدين، ولكنه قد يتواجد في أي مكان آخر على الجلد. وجود  جزء من الثفن مثلًا في أسفل القدم، هو شيء  طبيعي.
الثَّفِنات ليست ضارة بوجه عام وتساعد على منع الإصابة بالتبثر وتوفر الحماية. ومع ذلك، قد يؤدي تشكل الثفن بشكل مفرط قد يؤدي في بعض الأحيان إلى مشاكل أخرى، مثل تقرح الجلد أو العدوى، أو إذا قام الشخص المتضرر بمحاولة تفريغ المنطقة المؤلمة المتضررة، يمكن أن يسبب ذلك ضغطًا مفرطًا على الجانب  غير مُتضرر.
يؤدي الفرك المتكرر أو القوي إلى ظهور التبثر، على عكس الثفن.

## الأسباب
1. انتعال الأحذية الضيقة ذات الكعب العالي أو ذات التكوين القاسي والغير طرية.
2. السير على الأرض الصلبة أو السير حافي القدمين.
3. عدم ارتداء الجوارب عند انتعال الأحذية.
4. الإصابة بأمراض العظام أو الروماتيزم أو السكري، الأمر الذي يحدث خللا في توزيع الوزن بشكل متساوي على الأرجل والأقدام.
5. زيادة في الوزن وبالتالي زيادة الضغط على الأقدام.

## الوقاية
1. تجنب انتعال الأحذية الضيقة والصلبة أو ذات الكعب العالي.
2. انتعال الحذاء الملائم لمقاس القدم والأحذية اللينة ارتداء الجوارب عند انتعال الاحذية المغلقة.
3. عمل مغاطس من الماء الدافئ والصابون للأقدام وفركها لتنشيط الدورة الدموية في الأقدام.
4. الإكثار من تناول الأغذية التي تحتوي على فيتامين ب2.

## العلاج
قد يُشفى الثفن بتلقاء ذاته بعد تخفيف الضغط على القدم، ولكن المريض قد يسعى للعلاج إذا تسبب الثفن بمضايقة، إزعاج أو ألم، يتضمّن العلاج حَل للطبقة القرنية وقد يشمل
1. استخدام اللاصقات الطبية المخصصة للثفن والتي تحوي مادة حمض الساليسيليك أو وضع محلول الكولوديون colodion ولكن بعد استشارة الطبيب
2. الكي حيث يقوم الطبيب المختص بعلاج الثفن بجلسات كوي باردة لموضع الثفن وهي في أغلب الأحيان مؤلمة نوعا ما إلا أنها فعالة وخاصة بعد أن يصبح حجم الثفن كبير ويتأخر علاجه.

## مرض السكري
يظهر الثفن في عدد كبير من المرضى الذين يعانون من مرض السكري مع تغيب نبضات في القدم وتشكيل الإصبع المطرقة. قد تكون هذه علامات مبكرة لخطر الإصابة بقرح القدم